# Bảo Lộc
Bảo Lộc (виј. Bảo Lộc) град је у Вијетнаму у покрајини Лам Донг. Према резултатима пописа 2009. у граду је живело 153.362 становника.